# Le Saint
Le Saint är en kommun i departementet Morbihan i regionen Bretagne i nordvästra Frankrike. Kommunen ligger i kantonen Gourin som tillhör arrondissementet Pontivy. År 2022 hade Le Saint 611 invånare.

## Befolkningsutveckling
Antalet invånare i kommunen Le Saint
| Referens: INSEE |